# Ian Michael
Ian Michael (Neath, West Glamorgan, 26 de mayo de 1936 - Madrid, 24 de julio de 2020) fue un hispanista, catedrático y novelista inglés afincado en España.

## Biografía
Su familia, de origen flamenco, se asentó en Gales, huyendo de la política represiva del Duque de Alba en Amberes. En el colegio optó por el castellano para evitar tener que estudiar Física. Esa «antiafición», definida así por él, derivó en pasión por lo hispano.
Estudió en la Universidad de Sevilla y en el King´s College, donde se licenció en 1957. Realizó el doctorado en Filosofía por la Universidad de Mánchester (1967) con una tesis sobre el personaje de Alejandro Magno en la España medieval. Fue profesor titular de esta universidad (1957-1970) y posteriormente catedrático y jefe del departamento de español en la Universidad de Southampton (1971-1982). Después fue catedrático emérito Rey Alfonso XIII y socio del Exeter College en la Universidad de Oxford. 
Su investigación se centró en la literatura medieval española, e hizo dos documentadas ediciones del Poema de Mio Cid y de los Milagros de Nuestra Señora de Gonzalo de Berceo. En 1971 descubrió en la Real Biblioteca un manuscrito del siglo XVI  de una traducción española de las dos primeras partes del Perceforest francés, un roman que combina la materia de Bretaña con la historia de Alejandro Magno. Escribió varios libros y artículos sobre literatura medieval española y la historia del libro español. También publicó seis novelas policiales en inglés bajo el seudónimo David Serafín, traducidas al español en su mayor parte por el escritor Antonio-Prometeo Moya y publicadas por Grijalbo. Es Duque de Bernal en el imaginario Reino de Redonda. 
Mantuvo una agría polémica con el hispanista norteamericano Charles Faulhaber, en relación con el testimonio autógrafo de La Celestina, que se conserva en la Biblioteca Real. Michael sostuvo que dicho texto no era autógrafo, sino que fue escrito por tres personas distintas.

## Obras

### Ensayos y estudios
- Treatment of Classical Material in the Libro de Alexandre, Manchester: University of Manchester Press, 1970.
- A Comparison of the Use of Epic Epithets in the Poema de Mio Cid and the Libro de Alexandre, 1961
- Moorish Spain, 1963 (en colaboración con Enrique Sordo)
- English Grammatical Categories to 1800 and the Tradition Behind Them, 1963
- The Function of the Popular Tale in the Libro de Buen Amor, 1970
- The Treatment of Classical Material in the Libro de Alexandre, 1970
- Poem of the Cid: A New Critical Edition of the Spanish Text, with an Introd. and Notes by Ian Michael, 1975.
- Gwyn Thomas, 1977
- The Historical Study of English as a Subject: A Preliminary Enquiry Into Some Questions of Method, 1979
- Epic to Romance to Novel: Problems of Genre Identification, 1986
- The Spanish Civil War and the Care of Books in Madrid, 1996
- Literature in School: A Guide to the Early Sources, 1700 to 1830, 1999
- How "Don Quixote" Came to Oxford: The Two Bodleian Copies of "Don Quixote", Part I, 2001.

### Ediciones críticas
- Poema de Mío Cid, Madrid: Castalia, 1976.
- Con Juan Carlos Bayo, Gonzalo de Berceo, Edición crítica de los Milagros de Nuestra Señora, Madrid: Castalia, 2006.

### Novelas
- Saturday of Glory, 1979. Traducido al español como Sábado de gloria (1983).
- Christmas Rising, 1982
- Madrid Underground / El metro de Madrid, 1983.[4]
- The Body in Cadiz Bay, 1985
- Port of Light, 1987
- El Ángel de Torremolinos, 1988.
- El asesinato de Canarias, 1988.